# Bandera de Trujillo (Perú)
La bandera de Trujillo está conformada por el escudo de armas de la ciudad sobre fondo blanco. El escudo fue otorgado como símbolo heráldico el 7 de diciembre de 1537 mediante real cédula expedida por el rey Carlos I de España.
El escudo por sus aguas azules y blancas significa el dominio del mar; los bastos de cruces que sostienen la corona significan fortaleza y valor; el campo azul, justicia, alabanza, hermosura, perseverancia, lealtad y obligación de ayudar a los servidores no recompensados. El grifo mirando a su derecha, con una forma de su cuerpo de león y cabeza y alas de águila representa la fuerza y la audacia y la letra "K" de oro la dominancia del gobernante Carlos I sobre los territorios conquistados.